# Odostomia citrina
Odostomia citrina is een slakkensoort uit de familie van de Pyramidellidae. De wetenschappelijke naam van de soort is voor het eerst geldig gepubliceerd in 1869 door de Folin.